# Marokkaanse koffie
Marokkaanse koffie is een koffievariant gemaakt van Arabica koffiebonen en bereid met de 'al fresco'-koffiezetmethode. De koffie wordt meerdere keren aan de kook gebracht waarna er suiker, kaneel, peper en soms ook gember aan toegevoegd wordt. Het geheel wordt dan gezeefd waarna dit gedronken wordt in kleine glaasjes of espresso-kopjes.
Traditioneel worden de Arabica koffiebonen geroosterd in houtskool en gemalen in een vijzel. Na het roosteren in houtskool wordt er gelijk koffie van gezet. Dit zorgt voor een versere en scherpe smaak.